# Bernard (Iowa)
Bernard – miasto w Stanach Zjednoczonych, w stanie Iowa, w hrabstwie Dubuque. 

## Demografia
Zgodnie ze spisem statystycznym z 2000, miasto liczyło 97 mieszkańców. W 2023 liczba mieszkańców wzrosła do 116 osób, a gęstość zaludnienia do 580 osób/km².